# Timbal de concierto
Un timbal o tímpano (en plural italiano: timpani) es un instrumento musical membranófono de sonoridad grave, que puede producir golpes secos o resonantes. Se le utiliza golpeando los parches con un palillo o baqueta especial llamada «baqueta de timbal». Está formado principalmente con un caldero de cobre, cubierto por una membrana.

## Etimología
La palabra «timbal» proviene de un cruce entre raíces latinas y árabes:
Por un lado, «tímpano», que proviene del latín tympanum, basado en la raíz griega τύμπω (tumpo, ‘golpear’), que produce τύμπανον (túmpanon).

«[…] Laudate Eum in tympano et choro, laudate Eum in chordis et órgano (‘Alabadle con timbales y coro, alabadle con cuerdas y órgano’) […]»
Sagrada Biblia, Canto de los tres jóvenes 

«[…] llevaréys por instrumentos,
por trompetas y atambores
mis verdaderos amores […]»
Juan del Encina, 1468-1529, poeta y músico

Del lado árabe, la raíz at-tabol (‘redoblar’, ‘tocar el tambor’), llevó a atabal (‘tambor’; en castellano, «atambor»), que por cruce con «tímpano» y pérdida o aféresis de la primera vocal culmina en timbal.

### Orígenes

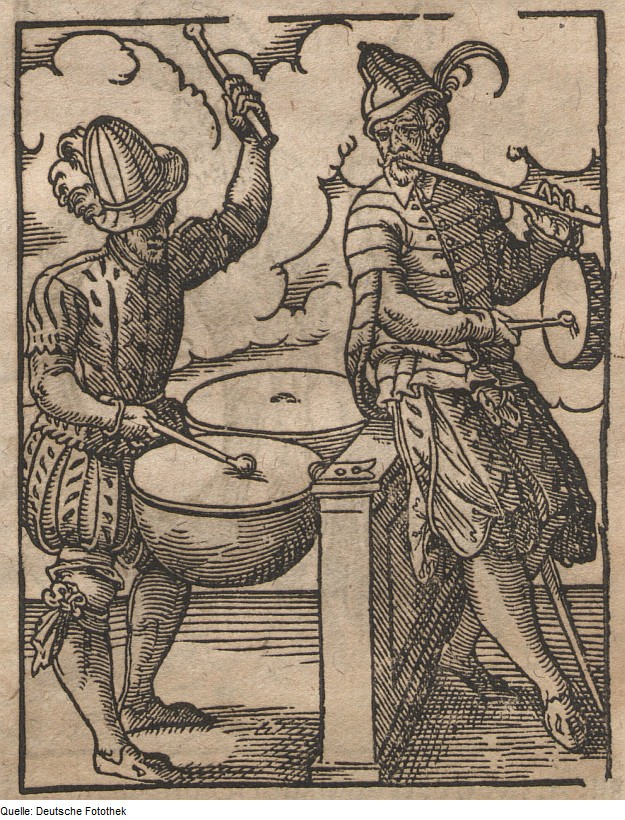
Ilustración del de un intérprete militar de kettle drum (a la izquierda), tambor precursor a los timbales.

Distintos modelos de tambores y tamboriles se usaron desde las civilizaciones antiguas, en especial para propósitos ceremoniales y militares.
Durante los siglos siguientes, se hicieron varias mejoras técnicas en los timbales. Originariamente el parche era tensado directamente sobre la caja de resonancia, pero en el siglo XV, comenzó a utilizarse un aro sobre el que se tensaba el cuero y que se encajaba luego en el cuerpo del instrumento. A principios del siglo XVI la fijación comenzó a realizarse con tornillos, que permitían variar la tensión del parche, convirtiendo al timbal en un instrumento con posibilidades de afinación.
La utilización del timbal como «arma emocional» en batallas y desfiles se mantuvo hasta bien avanzado el siglo XIX. Napoleón Bonaparte organizó sus bandas a la manera otomana, y se dice que el sonido majestuoso de címbalos y timbales de las fanfarrias francesas tuvo no poca influencia en la victoria de Austerlitz.

### El timbal en la orquesta
Jean-Baptiste Lully fue el primer compositor de relevancia que incluyó partes orquestales de timbal para su ópera Teseo en 1675. Pronto lo imitaron otros compositores del siglo XVII. En la música de esta época el timbal agudo se afinaba en la tonalidad de la composición, y el timbal grave en la dominante. Es interesante notar que frecuentemente el timbal es tratado como un instrumento de transposición, con la tonalidad indicada al comienzo de la partitura: por ejemplo Timbal en La-Re.
Luego, ya avanzado el período barroco, Johann Sebastian Bach escribió una cantata secular titulada Tönet, ihr Pauken! Erschallet, Trompeten! donde los timbales aparecen en primer plano. La pieza comienza con un solo de timbal y luego coro y timbal recrean la melodía en diferentes combinaciones. Bach usó posteriormente este material en su oratorio de Navidad Jauchzet, frohlocket!
Ludwig van Beethoven revolucionó la música de timbal a principios del siglo XIX. No solo escribió para instrumentos afinados en intervalos distintos de cuartas o quintas, sino que le dio la relevancia de una voz independiente sobre la base de Tönet, ihr Pauken! Por ejemplo, su Concierto para Violín de 1806 se inicia con cinco golpes de timbal, y el scherzo de su novena sinfonía (1824) muestra al timbal en un contrapunto con la orquesta.
El siguiente innovador fue Hector Berlioz, primer compositor en indicar las baquetas exactas a utilizar (madera, cobertura de fieltro, etc). En muchas de sus obras, por ejemplo su Sinfonía fantástica (1830), requirió la actuación de varios timbales simultáneos.

Hasta fines del siglo XIX los timbales se afinaron manualmente, es decir, mediante una serie de tornillos denominados «llaves», que alteraban la tensión del parche al ser girados por el intérprete. Dado que esta operación era relativamente lenta, los compositores debían prever un tiempo razonable para que se pudiera cambiar la afinación durante el desarrollo de una obra.

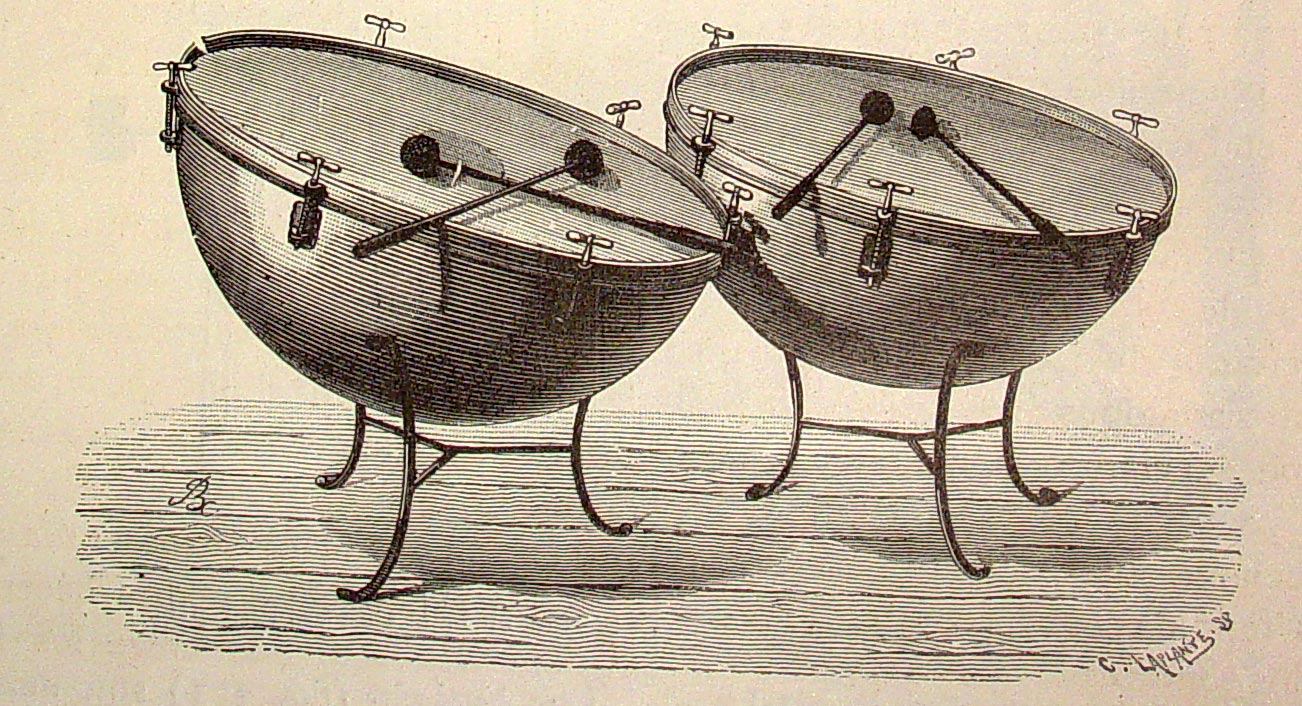
Timbales de orquesta (1882)

El primer pedal de afinación se diseñó en Dresde en la década de 1870, con lo que los instrumentos resultantes pasaron a ser llamados «timbales de Dresde». Sin embargo, mientras los parches se construyeron en pergamino, la afinación automática resultaba difícil, ya que no podía predecirse la exacta variación de tensión en el material. Esto se podía compensar mediante la afinación manual, pero no con un pedal.
Los mecanismos y materiales continuaron mejorando durante el siglo XX.

#### Evolución del tamaño

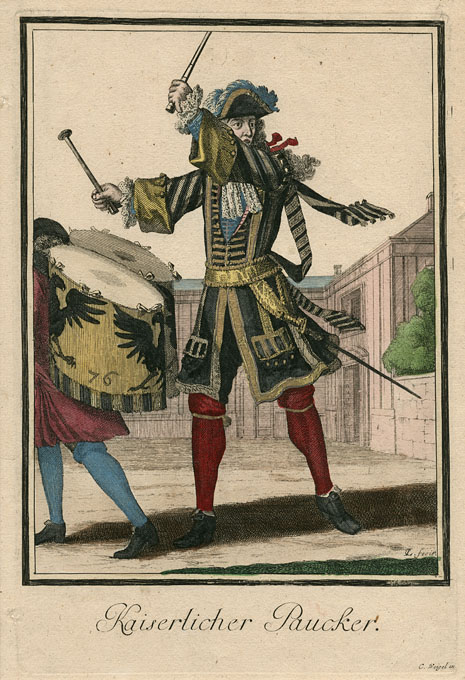
Ilustración de comienzos del, donde se muestra un intérprete militar de kettle drum

Al mismo tiempo que fueron modificándose tecnológicamente, los timbales sufrieron diversos cambios de tamaño. En el siglo XVII y comienzos del XVIII, los timbales eran considerablemente más pequeños y menos profundos que los contemporáneos. Esto era debido a la influencia de su uso como instrumentos de caballería, donde, colgados en pares a lomos de los caballos, estaban limitados por las capacidades del animal de carga, por lo que tenían que ser necesariamente más pequeños y ligeros. A principios del barroco, si bien no existía un estándar sobre las medidas correctas del instrumento, un par típico contaba con 18 y 20 pulgadas de diámetro y entre 11 y 15 pulgadas de profundidad. Mersenne escribió en 1616 que los timbales rondaban los dos pies de diámetro. Michael Praetorius, en su obra De organographia, proporcionó también por esa época los diámetros de un par de timbales de 17½ y 20½ pulgadas. Estos instrumentos, capaces de menos resonancia y volumen sonoro, eran sin embargo adecuados para las agrupaciones musicales de la época, bastante más pequeñas, y en donde los timbaleros eran requeridos para tocar en interiores con unas dinámicas menos fuertes y más articulación. Otras obras más recientes, del siglo XVIII, indican medidas de aproximadamente 22½ y 243/8 pulgadas de diámetro. En el siglo XIX era habitual para los intérpretes transponer la nota más baja una octava alta para así adecuarse al rango natural de los timbales.

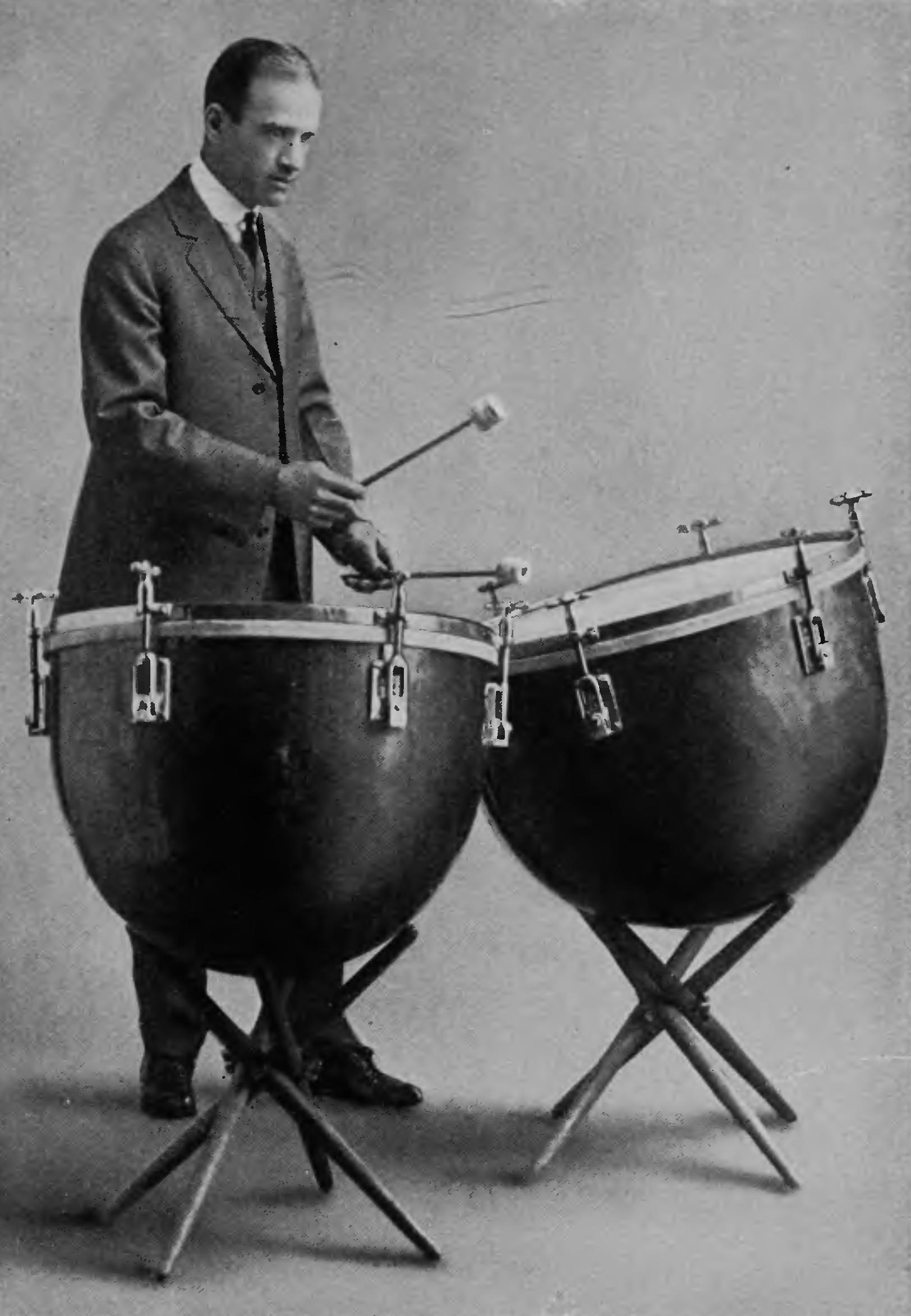
Un timpanista, inmortalizado en una publicación de 1917, con timbales de afinación manual.

### SigloXX

Sony Greer, baterista de Duke Ellington, en 1943, con un set-up que incluía un timbal de orquesta.

Más tarde, otros conjuntos de música instrumental como las bandas de concierto, adoptaron también al timbal. En la década de 1970 muchas de estas bandas comenzaron a incluir al instrumento. Cada intérprete lleva un timbal simple, afinado por llaves de mano. Estos modelos son difíciles e incómodos para tocar, ya que el parche queda en general a la altura del pecho del intérprete. Frecuentemente, durante pasajes difíciles, debe bajarse el instrumento al suelo sobre patas extensibles, para permitir una ejecución convencional. A principios de la década de 1980, la compañía DCI desarrolló timbales y otros instrumentos de percusión para permanecer apoyados en forma continua. Este fue el comienzo del fin para las bandas de desfile, generalizándose la introducción de grupos separados y estables para los instrumentos pesados, mientras el resto de la banda ingresa o efectúa una presentación dinámica.
Cuando las bandas de rock and roll comenzaron la búsqueda para diversificar su sonido, los timbales encontraron su camino a los estudios de grabación. A partir de la década de 1960, la percusión para conciertos de alto nivel de grupos como The Beatles, Led Zeppelin, The Beach Boys, y Queen incorporó al instrumento.
Butch Trucks baterista de The Allman Brothers Band utiliza a menudo un conjunto de timbales en sus conciertos en vivo; el timbal se destaca especialmente en la obertura de la canción «Mountain Jam». En el rock progresivo, es famoso el uso que hizo Carl Palmer de dos timbales al comienzo de la Fanfarria para el hombre común, recreada por Emerson, Lake & Palmer. El mismo conjunto adaptó así mismo el primer concierto de piano de Ginastera, con la utilización de timbales.
Los músicos de jazz también han experimentado con timbales. Sun Ra los ha usado ocasionalmente en su Arkestra, por ejemplo con el percusionista Jim Herndon en las canciones «Reflection in Blue» y «El Viktor», ambas grabadas en 1957.
En 1964 Elvin Jones incorporó timbales en su conjunto de percusión para interpretar la obra en cuatro partes A Love Supreme, de John Coltrane.

## Características y tipos

### Timbal básico

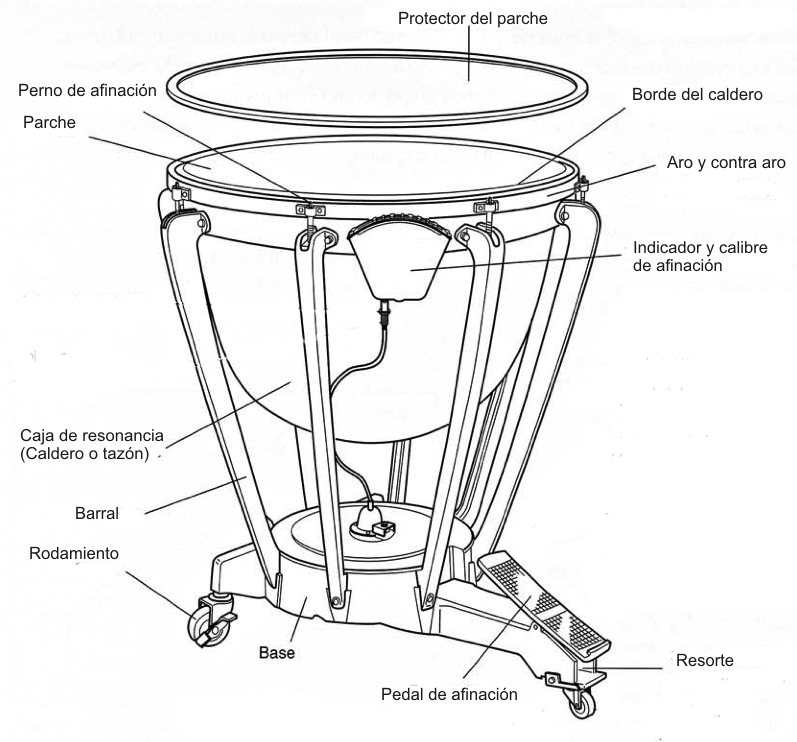
Partes de un timbal

El timbal básico consiste en un parche estirado sobre la abertura superior de una caja de resonancia construida por lo general de cobre, o —en modelos más económicos— de fibra de vidrio o aluminio. En el sistema de clasificación de instrumentos musicales es considerado un membranófono.
La membrana se fija a un aro, que rodea a la caja de boca circular sujetado por otro aro que a su vez se fija mediante una serie de tornillos o llaves llamados «varillas de tensión», ubicados regularmente en el perímetro de la circunferencia. La tensión del parche varía al ajustar o desajustar estas llaves. La mayoría de los timbales tienen de seis a ocho llaves de tensión.
La forma de la caja de resonancia —como un tazón o caldero— contribuye a la calidad del sonido. Los timbales de caja semiesférica producen sonidos más brillantes, mientras que los de forma parabólica dan sonidos más oscuros. Otro factor que afecta al timbre es la calidad de la superficie del tazón. Los construidos en cobre pueden tener una superficie muy lisa, pulida a máquina, o bien presentar un gofrado muy pequeño.
Los timbales se construyen en una variedad de tamaños, desde 84 cm (centímetros) de diámetro, hasta el «timbal pícolo» de 30 cm o menos. Un timbal de 84 cm puede afinar al Do inferior de la clave de Fa, y los pícolos tienen el rango de escritura soprano.
En el ballet La creación del mundo (1923) de Darius Milhaud deben afinar al fa♯ grave de la clave de fa.

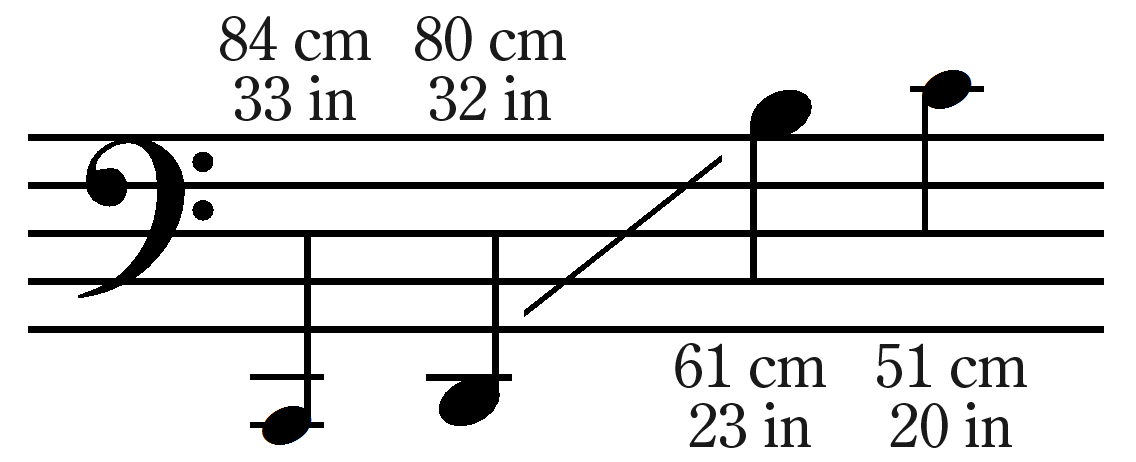
Rango sonoro de los timbales

Cada timbal tiene un rango de afinación de hasta una sexta menor con posibilidades de extender su rango medio tono más o incluso hasta una octava.

### Timbal mecánico
Cambiar la afinación de un timbal ajustando cada llave de tensión es un proceso laborioso. A fines del siglo XIX se desarrollaron sistemas mecánicos para cambiar la tensión de todo el parche de una vez. Cualquier timbal equipado con tal sistema puede ser llamado «timbal mecánico», si bien el nombre se usa más bien para designar a instrumentos que tienen un control único de afinación conectado a un mecanismo de ajuste en formas de «patas de araña» rodeando el tazón.

#### Timbal a pedal

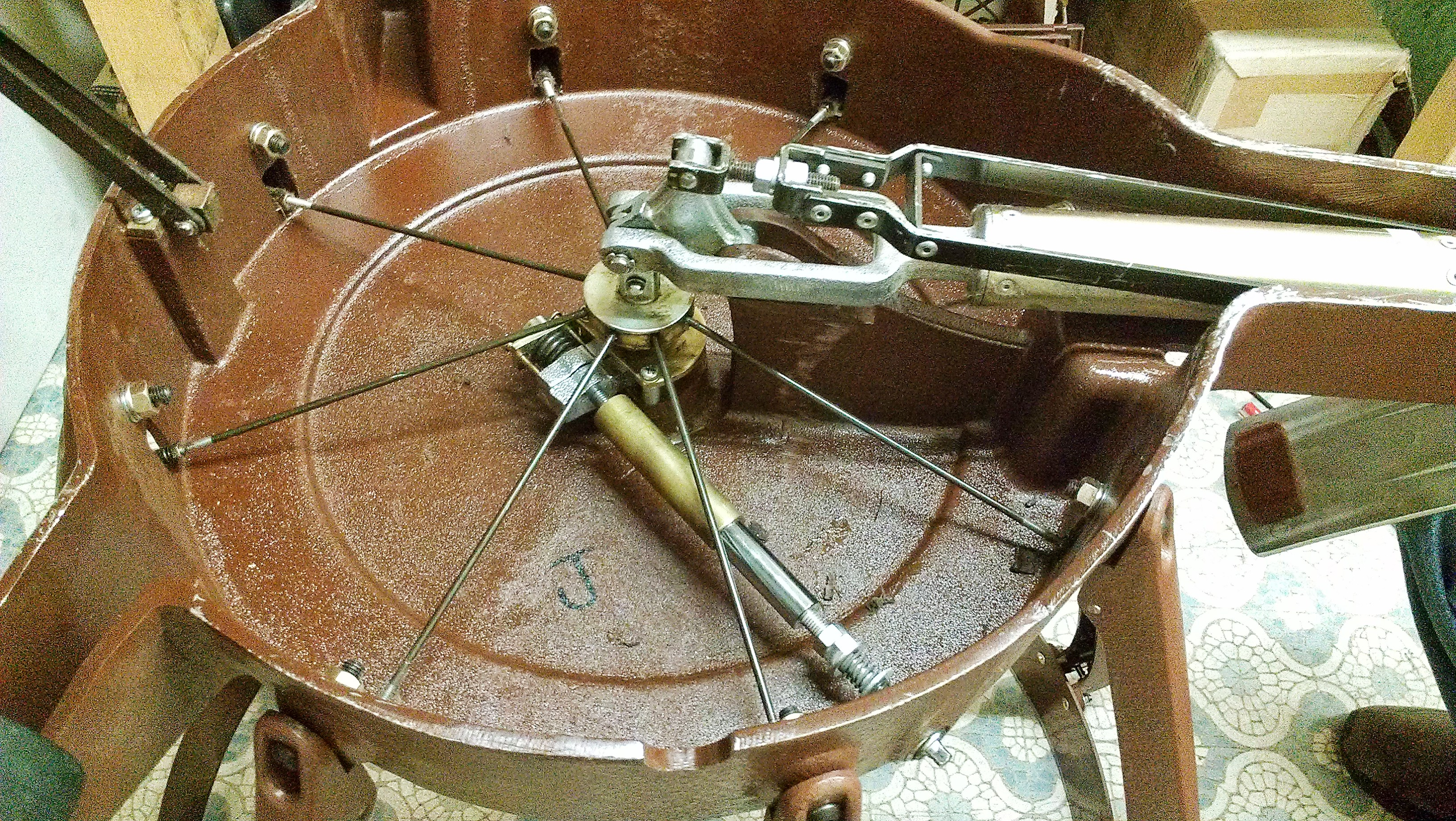
Vista interior del mecanismo de tensión de un timbal Yamaha de pedal.

Este tipo de timbal es —por mucho— el más utilizado, ya que permite variar la tensión del parche mediante un mecanismo centralizado, y que no requiere el uso de las manos, ocupadas con las baquetas.
Existen tres tipos de mecanismos de pedalera:
- El de embrague usa un mecanismo de trinquete para mantener el pedal en su sitio. El intérprete debe primero desembragar el mecanismo para poder mover el pedal de afinación. Cuando se obtiene el tono deseado, debe volverse a embragar el sistema.
- El de acción balanceada utiliza un resorte o un cilindro hidráulico para balancear la tensión en el parche de forma que el pedal se mantenga en posición y la membrana se mantenga afinada. En este sistema, el pedal es llamado «flotante», ya que ninguna traba lo mantiene en su lugar.
- El de fricción usa una traba que se mueve a lo largo de un eje. Desembragando la traba el pedal se libera del eje, permitiendo moverlo sin restricciones.

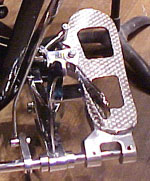
Pedal de un timbal de Dresde. El intérprete debe desembragar la traba (que se ve a la izquierda del pedal) para cambiar la afinación.

Todo timbal a pedal que use el sistema de varillas en forma de «patas de araña» puede ser llamado «timbal de Dresde», si bien ello se usa particularmente para los instrumentos con un mecanismo de pedal idéntico al inventado en esa ciudad alemana. Hablando estrictamente, un timbal de Dresde tiene el pedal fijado al costado del instrumento, y el intérprete puede tener dificultades para moverlo. Un timbal berlinés, en cambio, tiene el pedal fijado por medio de un largo brazo hasta el lado opuesto del timbal, con lo que el intérprete puede usar toda la fuerza de su pierna para moverlo.
Los percusionistas profesionales suelen utilizar sin embargo el timbal de Dresde, generalmente con un pedal de acción balanceada o de fricción. La mayoría de las orquestas y bandas de nivel universitario o inferior, usan instrumentos más económicos y durables, en los que todo el mecanismo móvil está contenido dentro de la estructura que soporta al tazón. El mecanismo del pedal puede ser cualquiera de los enunciados, aunque el de acción balanceada suele ser el más común. Muchos profesionales utilizan también este tipo de timbales para giras o audiciones al aire libre.

#### Timbal a cadena

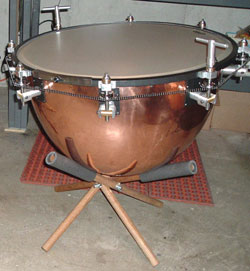
Timbal a cadena, donde una sola llave permite actuar sobre todas las clavijas al mismo tiempo.

En este tipo de timbal, las llaves están conectadas por una cadena muy parecida a la que llevan las bicicletas, si bien algunos fabricantes utilizan otros materiales, incluido un sistema de cables. El mecanismo permite ajustar todas las clavijas al mismo tiempo desde un único comando.
Aunque es mucho menos utilizado que el timbal a pedal, este sistema tiene aplicaciones prácticas. En ocasiones un intérprete tiene que ubicar un timbal entre otros dos, de manera que no puede manejar a todos con su pie. Los intérpretes profesionales pueden llegar a usar timbales de este tipo, sea de tamaños más grandes o más pequeños que los habituales, para lograr notas excepcionalmente graves o agudas.

#### Otros mecanismos de afinación
Existe un mecanismo que permite afinar el parche rotando el cuerpo del timbal. Un sistema similar se usa en los «rototoms» de Jenco, un fabricante conocido por sus instrumentos de percusión a mazo.
A principios del siglo XX Hans Schnellar, timbalero de la Orquesta Filarmónica de Viena desarrolló un mecanismo de afinación en el que el tazón se mueve respecto de la estructura, dejando aro y parche fijos. Este modelo se conoce como «timbal e Viena» o «timbal de Schnellar», y ha sido producido comercialmente por la fábrica Adams, que desarrolló un instrumento a pedal con este sistema.

### Parches
Como la mayoría de los instrumentos de percusión, los timbales pueden llevar parches naturales o sintéticos. Los parches naturales son generalmente de piel de novillo o de cabra, mientras que los sintéticos se fabrican en PET.
Los sintéticos son durables, resistentes al agua y más económicos; a pesar de ello, muchos intérpretes profesionales prefieren los parches de piel, porque sienten que producen un sonido más cálido y de mejor calidad.

### Baquetas

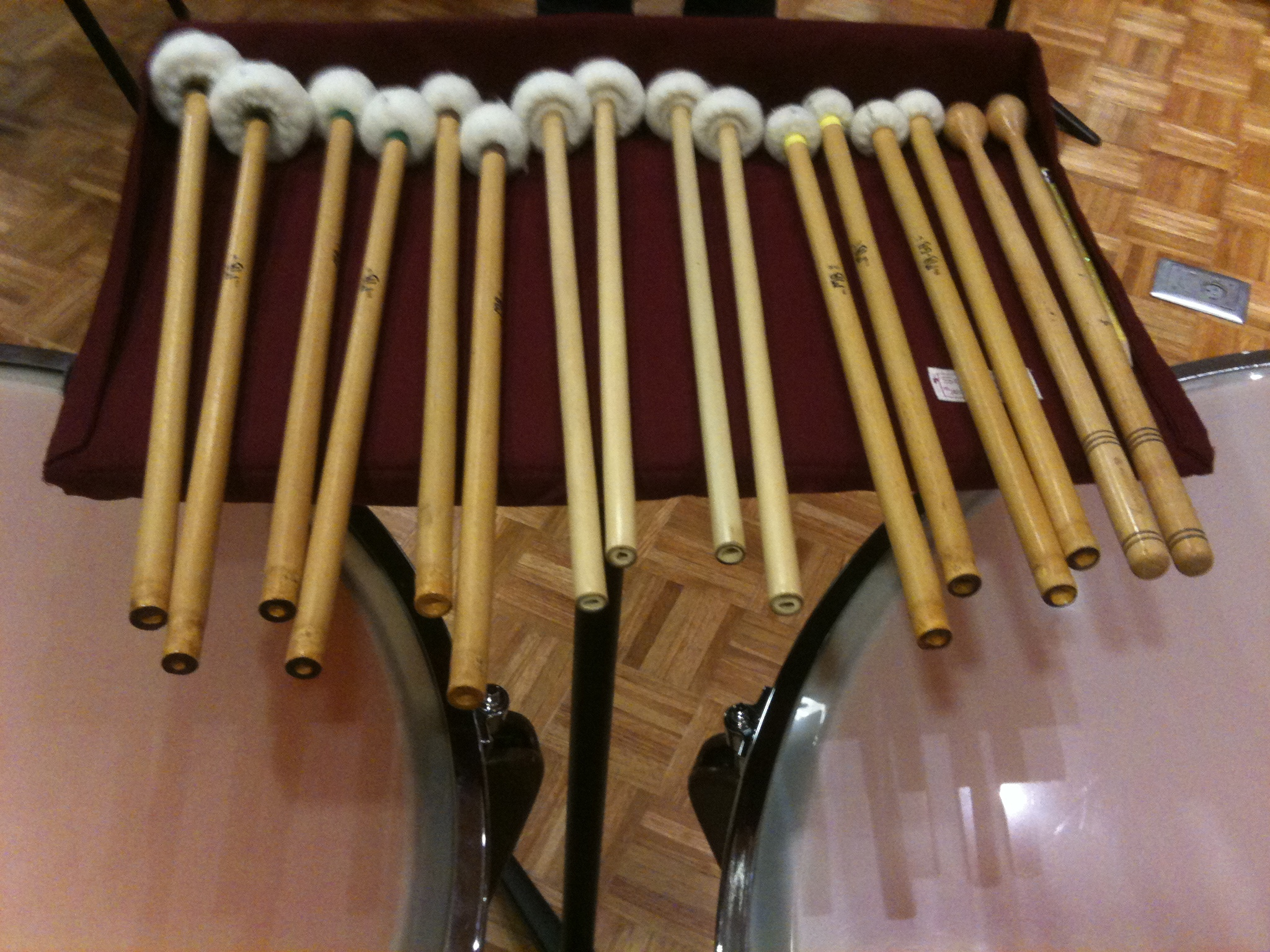
Los timbaleros usan una amplia variedad de baquetas o mazos, ya que cada uno produce un timbre distinto.

Para golpear el parche se utiliza en pares un tipo especial de baqueta o mazo, en diferentes materiales y modelos, tanto en la varilla como en el cabezal. La varilla se construye por lo general en madera, que puede ser de bambú, abedul, arce, cerezo, pecán o palosanto. También los hay de aluminio o grafito.
El cabezal puede hacerse de varios materiales; el más usual es un bolilla de madera revestida de fieltro o también de corcho o cuero. Ocasionalmente se usan baquetas con cabezal de madera desnuda, por ejemplo para efectos especiales en música barroca.
Si bien no es común indicarlo en la partitura, los intérpretes suelen cambiar de baqueta varias veces incluso durante una misma obra musical. Esta elección es generalmente subjetiva y depende del gusto del timbalero, o —en ocasiones— de las sugerencias del director de orquesta.
Por esta razón los timbaleros coleccionan una gran cantidad de baquetas. El peso del mazo, la forma y tamaño del cabezal y los materiales utilizados, contribuyen a obtener diferentes timbres musicales.
Hasta principios del siglo XX solían utilizarse baquetas de hueso de ballena, con cabezales de madera revestidos en esponja: los compositores de esa época a menudo especificaban cabezales de esponja en pasajes que los intérpretes actuales interpretan como baquetas estándar revestidas en fieltro.

## El instrumento en la música moderna

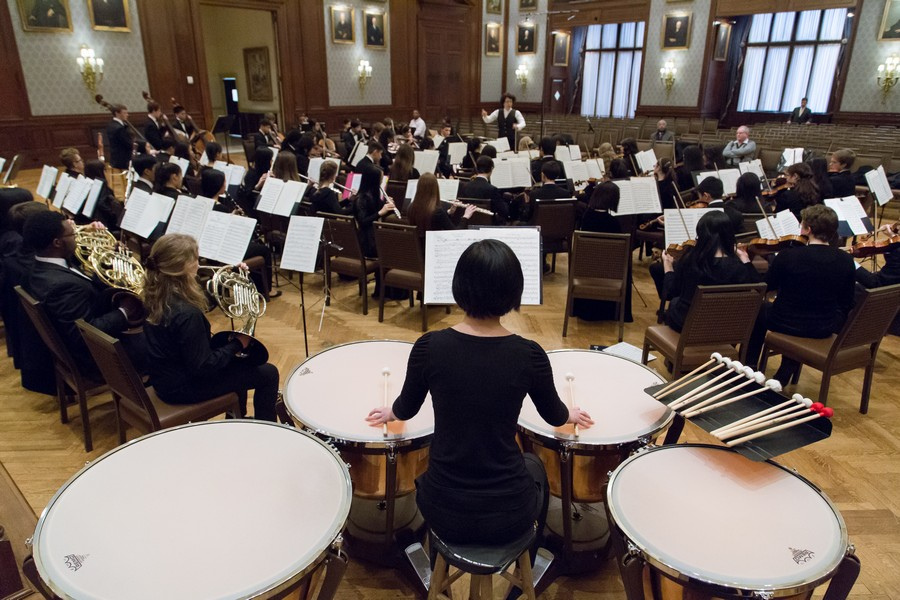
Un conjunto estándar de timbales, de cuatro instrumentos.

### Conjunto de timbales
Un conjunto estándar de timbales está constituido por cuatro unidades de diámetro diferente: 32 pulgadas (81 cm), 29 pulgadas (74 cm), 26 pulgadas (66 cm) y 23 pulgadas (58 cm), que permiten alcanzar una tesitura aproximada entre do3 y la4, cubriendo los requerimientos de la mayoría del repertorio.
Sin embargo, Leonard Bernstein para la interpretación de la obertura de Cándida requiere un rango tonal algo mayor, que se logra agregando un quinto instrumento de 51 cm (centímetros) de diámetro, denominado «pícolo». Este mismo instrumento es el especificado por Stravinsky para su Consagración de la primavera y el que requiere L'Enfant et les Sortilèges de Ravel.
Según Walter Piston, […] este pequeño timbal, incluso cuando se encuentra disponible en una orquesta, ciertamente no permite alcanzar la sonoridad característica de un timbal de tamaño estándar.
Más allá de este conjunto ampliado de cinco timbales, la adición de otros tamaños resulta excepcional. Muchas orquestas profesionales poseen conjuntos de múltiples timbales de pedal y de cadena, lo que les permite ejecutar música que requiere formaciones especiales.
Varios conjuntos y orquestas escolares que no pueden absorber el costo de un equipamiento regular, utilizan un conjunto reducido de tres instrumentos. Desde la segunda mitad del siglo XX esta disposición se ha vuelto casi estándar, comprendiendo timbales de 75, 66 y 61 cm. La tesitura de este grupo tiene su límite inferior en la nota fa.
El grupo de timbales se dispone en forma de arco o herradura rodeando al timbalero. En Estados Unidos se utilizó tradicionalmente una disposición en la que el timbal mayor se ubica a la izquierda, y el más agudo a la derecha. En Alemania y Austria, en cambio, la disposición solía ser al revés.

### Timbaleros

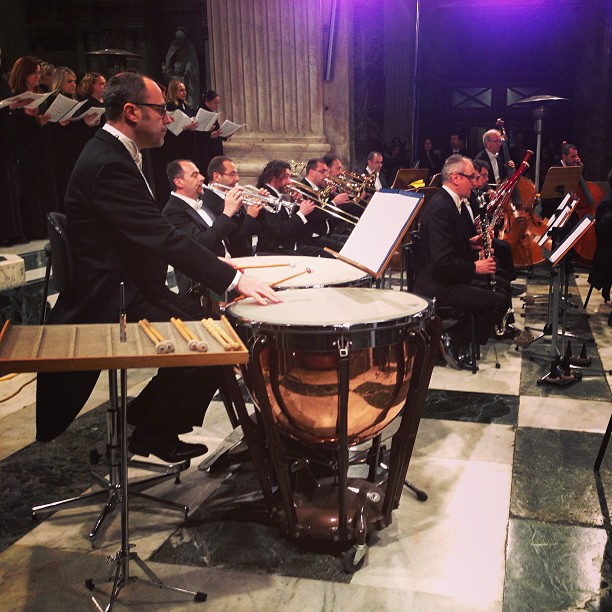
Un timpanista, en una actuación de una orquesta moderna.

A lo largo de su formación los timbaleros se entrenan como percusionistas, y aprenden a tocar todos los instrumentos de la familia junto con los timbales. Sin embargo, cuando un timbalero es nombrado como tal en una orquesta profesional, no interpretará otros instrumentos de percusión. En su libro Anatomía de la orquesta, Norman del Mar escribe que el timbalero es «el rey de su propio territorio», y que «un buen timbalero establece realmente el estándar de calidad de la orquesta completa».
La mayoría de las obras musicales requieren un único timbalero tocando un conjunto de timbales. En algunas ocasiones los compositores necesitan una textura más fina o una paleta mayor de tonos, por lo que deben emplearse varios timbaleros tocando sobre uno o más conjuntos de instrumentos.
Gustav Mahler compuso seis de sus sinfonías para dos timbaleros. Gustav Holst utiliza también dos intérpretes para lograr el rango de tonos necesario para el contrapunto del tema principal en Júpiter, de la suite Los Planetas.
El requerimiento de dos timbaleros es relativamente habitual en las composiciones para grandes orquestas de la música romántica tardía o de la música clásica del siglo XX, si bien un compositor de la primera etapa del romanticismo, como Hector Berlioz, empleó múltiples intérpretes en su Réquiem (1837), que requiere ocho pares de timbales ejecutados por diez timpanistas.

## Técnica instrumental

### Golpe

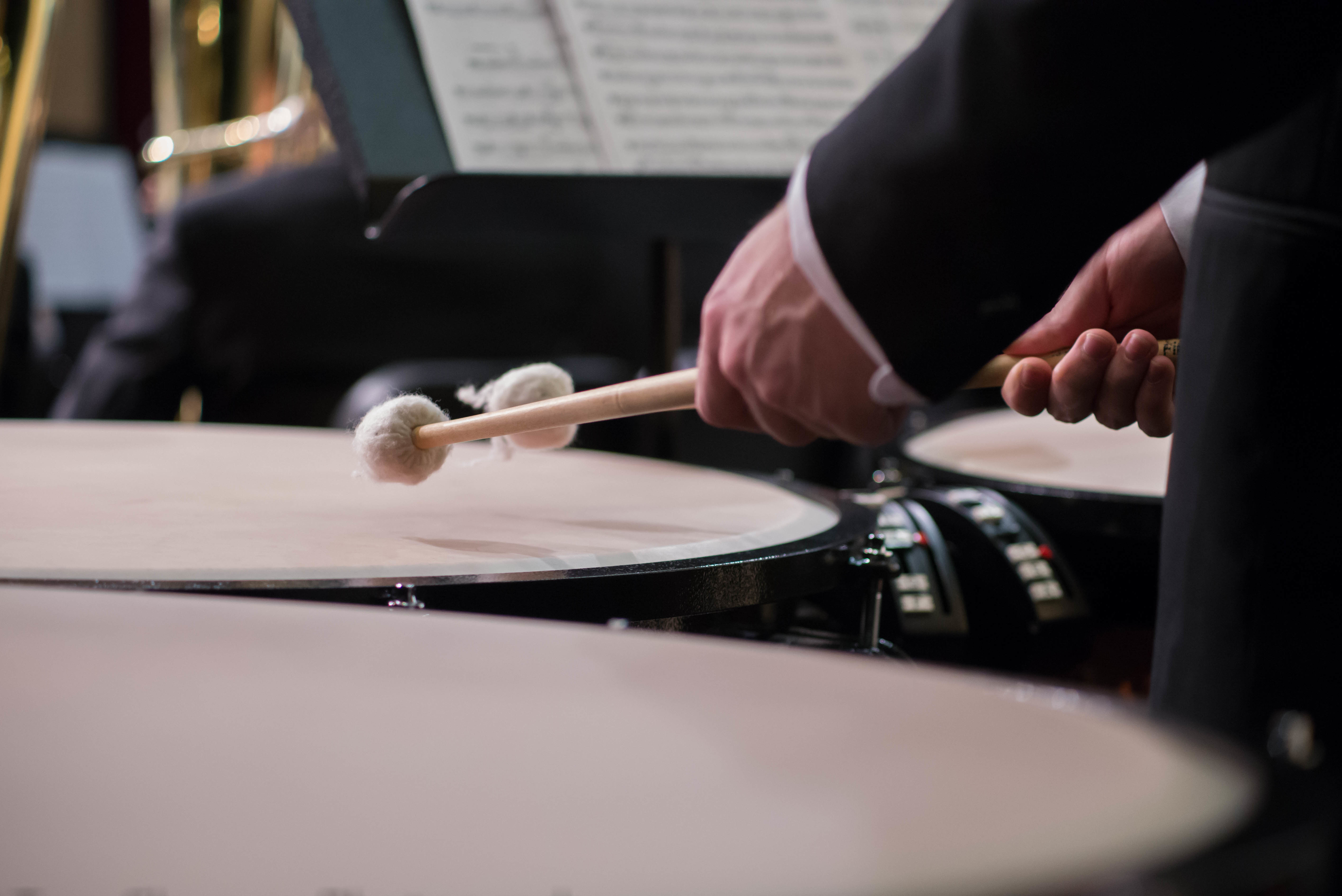
Detalle del agarre de baquetas de un intérprete de timbal.

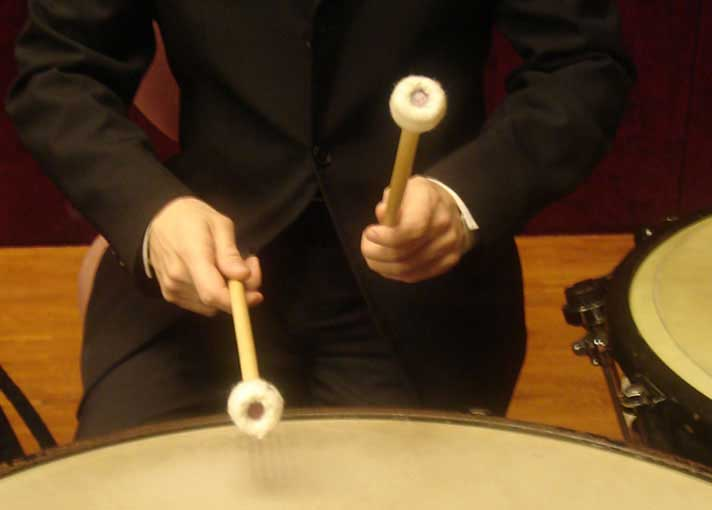
Tocando el timbal con agarre francés.

Para un toque normal, el intérprete golpeará el parche aproximadamente a 10 cm (centímetros) del borde, produciendo el sonido resonante y redondo asociado comúnmente al timbal.
Un «redoble» se logra golpeando rápidamente el parche en forma alternativa con la baqueta izquierda y derecha. En general esta técnica es muy habitual.
La calidad tonal del timbal puede alterarse cambiando de baqueta o ajustando la afinación. Por ejemplo, golpeando más o menos cerca de los bordes, el sonido se hace más o menos «brillante». Un sonido staccato se llega a lograr golpeando el parche con un movimiento rápido. En un redoble, se suele intentar mantener las baquetas lo más cercanas posible entre ellas para lograr un sonido estable y uniforme.
Existen muchas variantes en la técnica que los intérpretes pueden aplicar para crear diferencias de timbre.
Ocasionalmente lo compositores especifican la forma en que los timbaleros deben golpear al instrumento. Béla Bartók escribió un pasaje «a ser tocado en el borde del parche» en su Concierto para violín.

### Afinación

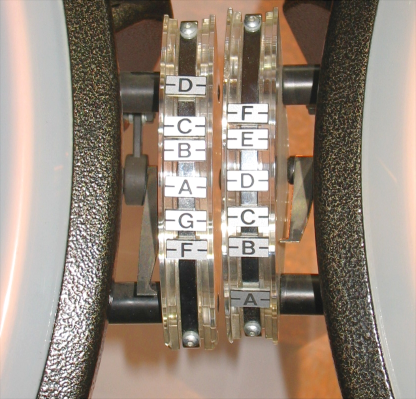
El calibre de afinación indica visualmente la posición del pedal, de forma que el intérprete puede determinar la nota del timbal sin necesidad de escuchar el sonido.

Antes de una interpretación, el timbalero debe «limpiar» los parches para ecualizar la tensión en cada tornillo de afinación.
Esto se hace para lograr que cada punto del parche quede afinado exactamente a la misma nota. Cuando la membrana está correctamente tensada, el timbal producirá un sonido bello y afinado. De otra forma, la afinación tenderá a bajar después de cada impacto, y el parche producirá distintas notas según el nivel dinámico de la música.
Durante una interpretación, la afinación se logra mediante un método llamado «intervalo de afinación». Los timbaleros que no poseen oído absoluto deben ayudarse con un diapasón o incluso con una nota emitida por otro instrumento durante la misma obra. Con esta referencia, usa los intervalos musicales para llegar al tono deseado. Por ejemplo, para afinar los timbales a sol y do, el timbalero deberá tocar un la con el diapasón, luego entonar (o pensar) una tercera menor sobre el la para afinar el do, y una quinta perfecta sobre el do para lograr el sol. Por este motivo, se requiere que los intérpretes tengan muy desarrollado su oído relativo.
Algunos timbales están equipados con calibres de afinación, que proveen una indicación visual de su estado. Estos mecanismos están conectados físicamente al marco del parche, en cuyo caso miden el movimiento de la membrana, o al pedal, indicando su posición.
Aunque estos calibres pueden ser útiles, cada vez que se mueve al instrumento el tono absoluto del parche se modifica, por lo que la afinación debe ser controlada sobre el calibre antes de cada interpretación. Son especialmente útiles para interpretar música que implique rápidos cambios de afinación, de manera que no permitan al intérprete escuchar el nuevo tono antes de utilizarlo. Muchos timbaleros profesionales prefieren afinar de oído, y confían en los calibres solo si es absolutamente necesario.
Como deben hacer cambios de afinación en la mitad de una obra musical, los timbaleros deben lograr el desarrollo de técnicas de afinación indetectables y seguras mientras continúa la pieza.
En ocasiones, los intérpretes usan los pedales para re-afinar un parche mientras lo tocan. El efecto portamento se logra cambiando la afinación del sonido mientras todavía no ha finalizado. Esto se denomina glissando, aunque el uso del término no es estrictamente correcto. Los glissando más efectivos son aquellos que van de notas graves a agudas, y mejor aún si se hacen mediante redoble. Uno de los primeros compositores en requerir este efecto fue Carl Nielsen, utilizando dos conjuntos de timbales, ambos tocando glissando al mismo tiempo en su Sinfonía n.º 4, La inextinguible.

### Pedal

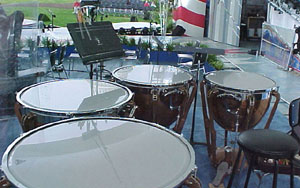
Los timbales con mecanismo de acción balanceada suelen utilizarse en conciertos al aire libre debido a su durabilidad.

El uso de «pedal» es —entre los intérpretes— prácticamente un sinónimo de «afinar», pero en particular se refiere a aquellos pasajes donde el timbalero debe cambiar la afinación de un timbal durante una ejecución: por ejemplo para tocar dos notas consecutivas de distinta altura en el mismo instrumento. En Meditación de Medea y danza de la venganza de Samuel Barber el intérprete debe tocar la♯-si-do♯-re en semicorcheas. No hay forma de hacerlo con un conjunto estándar de timbales, así que los intérpretes deben de usar los pedales para cambiar la afinación mientras tocan. El Nocturno de Benjamin Britten contiene un pasaje cromático aun más largo utilizando esta misma técnica.

### Amortiguación

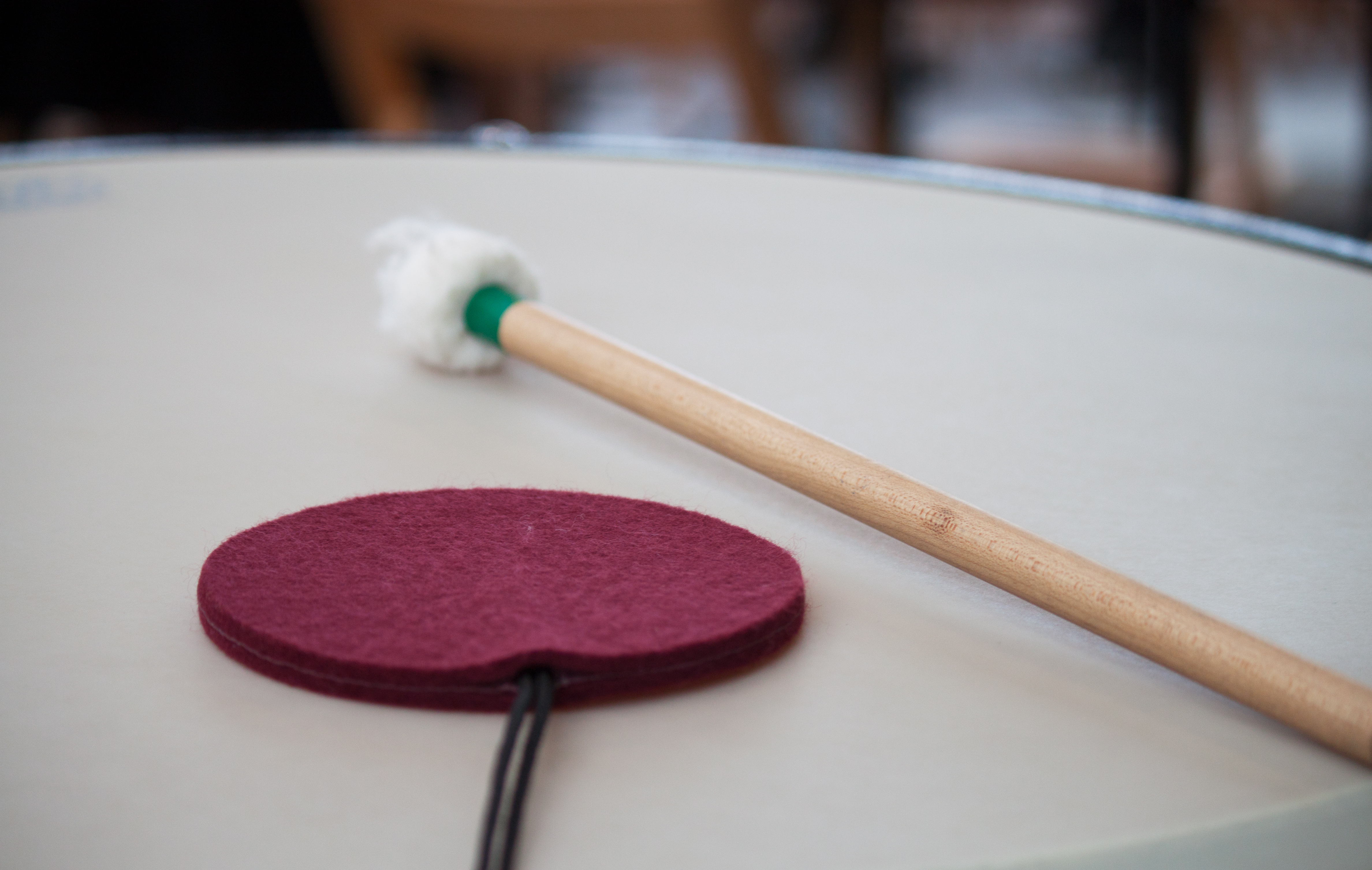
Detalle de un parche de timbal asordinado

Amortiguar el sonido es una acción implícita en la técnica del timbal. El intérprete debe amortiguar o silenciar los sonidos para que su duración coincida con la indicada por el compositor. De todas formas, los timbales primitivos no resonaban como los actuales, de manera que los compositores escribían una nota indicando cuando debía tocarse y —en consecuencia— no existía mayor preocupación por la duración. Con los modernos timbales, el intérprete debe atender a la partitura y usar su oído para determinar cuando debe cesar una nota.
El método normal para silenciar un sonido es colocar las yemas de los dedos sobre el parche, sosteniendo la baqueta entre el índice y el pulgar. Los intérpretes deben desarrollar una técnica que les permita hacer esto sin producir ningún tipo de ruido.
La amortiguación puede mencionarse como «sordina», aunque el uso correcto de este término se aplica a la interpretación con dispositivos agregados para disminuir el volumen.

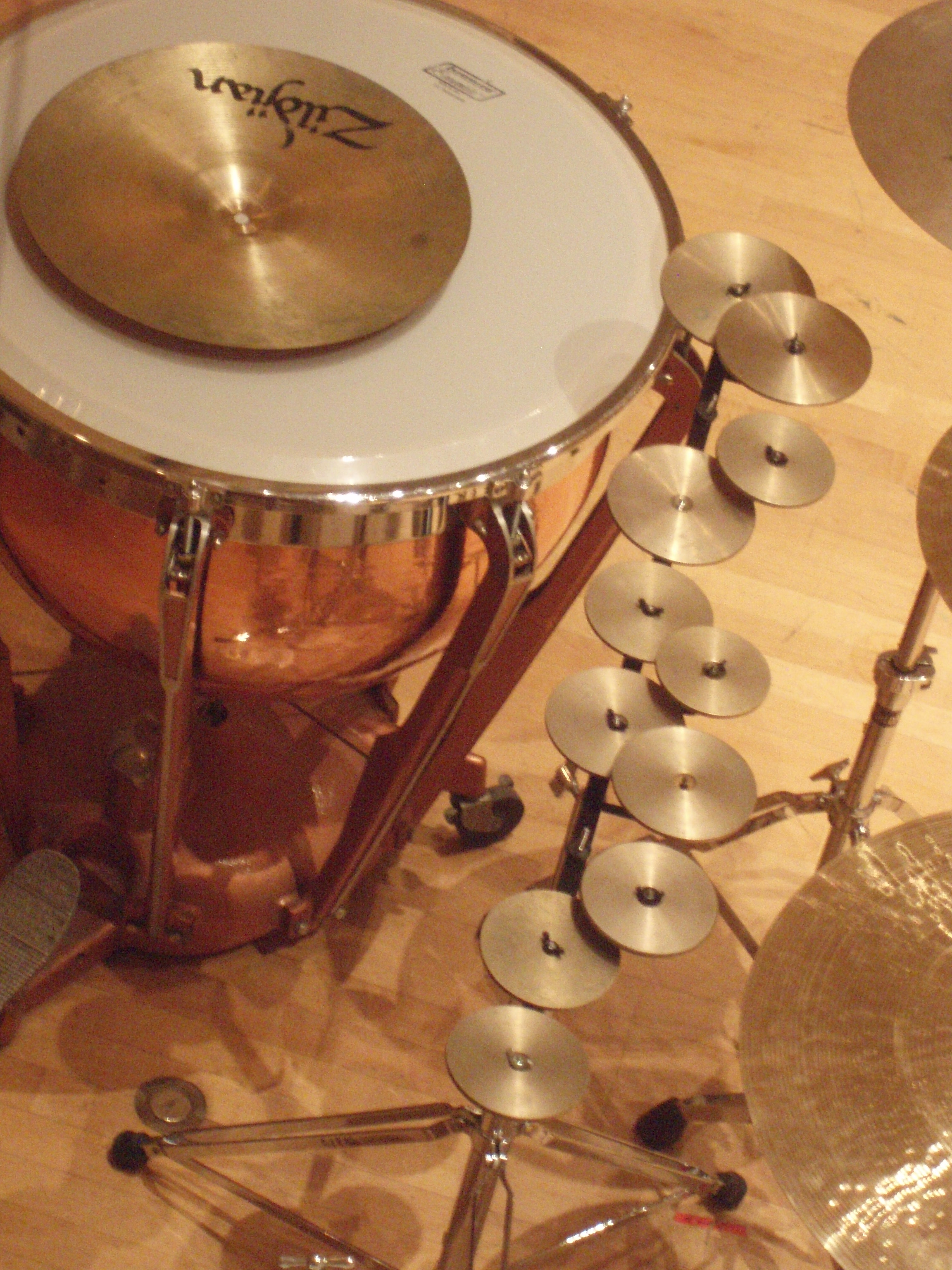
Algunos compositores requieren la colocación de un platillo invertido sobre el parche

### Técnicas peculiares
- Lo normal es un golpe simultáneo por timbal, pero ocasionalmente algunas composiciones requieren producir dos notas al mismo tiempo. Esta técnica se llama «doble golpe», y fue utilizada por Beethoven en el movimiento lento de su novena sinfonía.
- Aunque los timbaleros solo tienen dos manos, es posible tocar más de dos timbales a la vez. Una forma de hacerlo es sosteniendo dos baquetas en una mano como lo haría un intérprete de marimba. Otra es agregar las manos de más timbaleros. Hector Berlioz en su Requiem (Gran misa de difuntos; Sinfonía Fantástica) logra un efecto polifónico empleando ocho timbaleros, cada uno de los cuales toca sobre dos timbales.
- Cuando el timbal se golpea directamente en el centro del parche, el timbal produce un sonido carente de afinación y resonancia. George Gershwin usa este efecto en Un americano en París.
- Es muy frecuente que —cuando se golpea uno de los timbales— otro vibre en resonancia. En la ejecución orquestal los timbaleros deben evitar activamente este efecto, pero algunos compositores lo han explotado, como Elliot Carter en Las (Ocho piezas de Eliot Carter) Cuatro piezas para cuatro timbales.
- Algunas veces los compositores especifican que los timbales deben ser ejecutados «con sordina». Las sordinas para timbal son pequeñas piezas de cuero o fieltro. El nivel de sordina puede graduarse modificando la posición del elemento sobre el parche. Un uso secundario de las sordinas es amortiguar la vibración simpática generada por factores externos, como por ejemplo el sonido de otros instrumentos.
- En ocasiones, los compositores especifican que el timbal debe ser golpeado con elementos distintos de una baqueta o mazo. En estudios o solos para timbal es frecuente utilizar las manos o dedos del intérprete. Leonard Bernstein especifica maracas para golpear los timbales en su sinfonía Jeremiah y en las danzas sinfónicas de West Side Story. Edward Elgar intentó imitar el ruido del océano en sus Variaciones Enigma especificando baquetas de caja: sin embargo, tales baquetas tienden a producir un sonido demasiado fuerte por lo que, desde el estreno de la obra, el pasaje en cuestión se interpreta usando el borde de monedas.
- En Cantos de marineros y del mar de Robert W. Smith se especifica un «canto de ballenas» sobre el timbal mayor, que se logra humedeciendo el parche y raspándolo desde el centro hacia los bordes.
- Otra técnica utilizada en obras solistas es golpear el tazón de cobre del timbal. Se usa por ejemplo en el primer movimiento de la Sonata para Timbal de John Beck. Los timbaleros prefieren no utilizar esta técnica con niveles altos de sonido o baquetas duras, ya que el cobre puede abollarse fácilmente.
- Algunos compositores requieren la colocación de un platillo invertido sobre el parche, generalmente para un efecto de glissando. Joseph Schwantner utiliza esta técnica en From A Dark Millennium para banda de metales.